# 海山漁港
海山漁港(英語：Haishan Fishing Port，語音ⓘ)，位於新竹市香山區海山里西濱公路旁，西臨台灣海峽，北距新竹漁港11.5公里，東北至新竹市區約8公里，屬於第二類漁港，目前泊地面積約4公頃，可供350艘以上的漁筏停泊、港區配合產業道路佈置，主要提供平時即季風期漁筏、舢舨停靠，颱風時仍須拖曳上岸或駛往鄰近的新竹漁港避風。為僅次於新竹漁港之新竹市沿海第二個專業漁港。該港船隻多經營沿岸定置網、刺網、一支釣等漁業或於沿岸插蚵、淺海養殖，一般均為當日往返。漁獲物以烏魚、鯛、烏賊、白帶魚、鰆魚、鯊魚類為主。

## 沿革
- 1985年 山地農牧局補助1,120萬元，市府配合480萬元合計1,600萬元，將原本941公尺產業道路延伸至全長共1,394公尺
- 1987年 市府斥資586萬元，辦理道路加高及保養工程約400公尺
- 1988年 市府辦理海山船澳規劃工作
- 1989年 進行第一期工程施工興建港埠設施
- 1994年 完工於南海堤250 公尺、防波堤兼碼頭310 公尺、防波堤60公尺、碼頭320公尺、曳船道及浚挖航道、泊地、填築新生地4.2 公頃

## 觀光景區

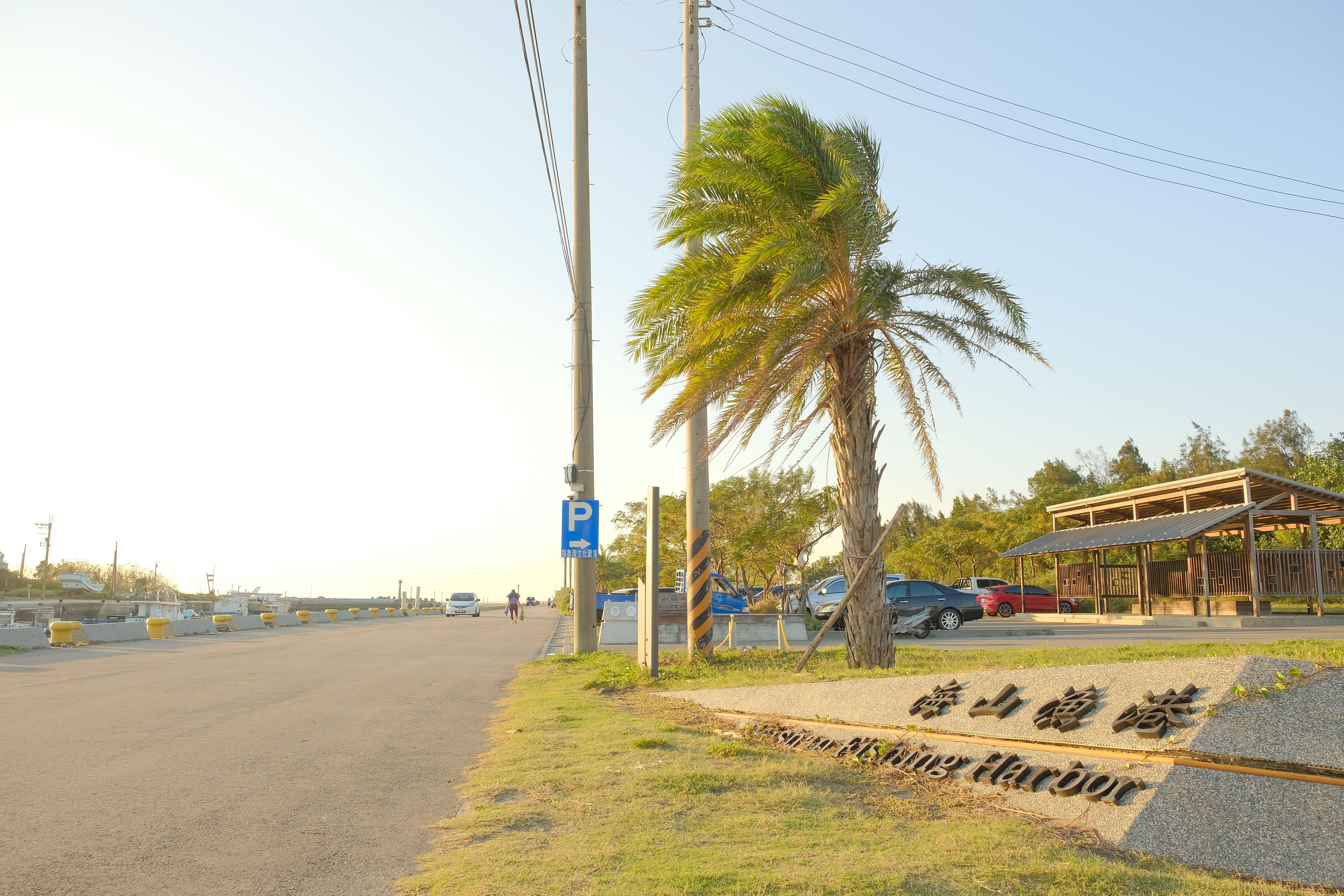
海山漁港標誌

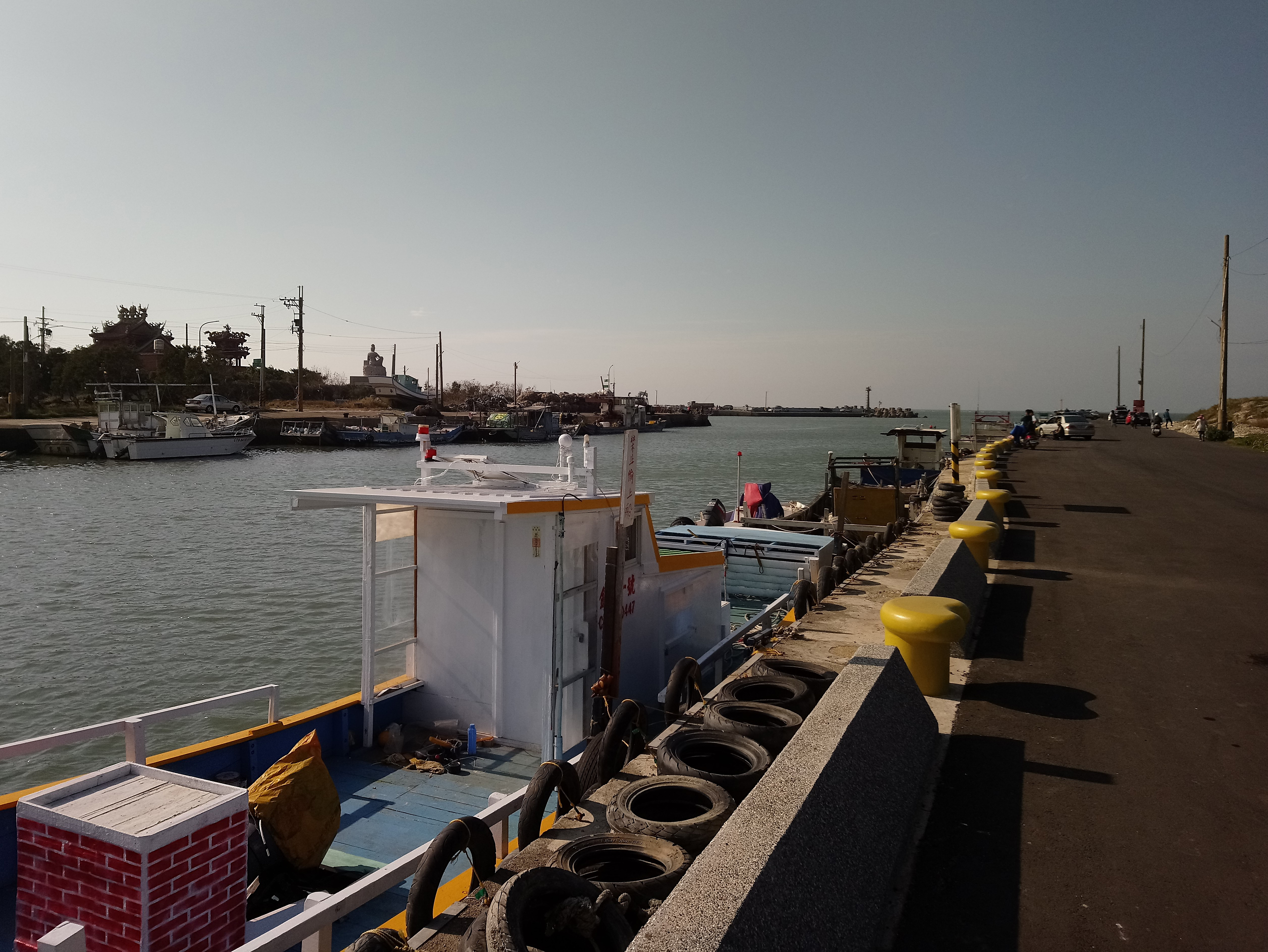
海山漁港內部。

海山漁港有大片的海埔新生地，且呈現出漲潮退潮截然不同的景觀；漲潮時適合垂釣，退潮時則適合玩沙、觀鳥、賞蟹等活動。位於一千餘公頃的香山濕地中最重要的位置，其濕地孕育無數的生物種類，同時也是台灣西北部最大最完整的濕地。港內設有觀海平台於該港最前端之橋堤入口處，特別在此處設計二層樓高之觀海平台來以為旅客可登高望遠，提供眺望港區之據點，除可觀賞專業漁區作業狀況外，也可眺望香山灘地、蚵架景觀。市府在此規劃休閒碼頭，加設護欄及座椅等設施成為海釣平台，提高海釣活動的安全性。並朝向休閒漁業生態旅遊發展之前進，成為周邊地區唯一提供海濱餐飲及休閒購物的旅遊據點，除了販售當地的漁業特產外，取地利之便，來自南香山一帶特有的酪農業產品、有機蔬果等，亦將增加海山漁港購物賞遊的特色。興建之媽祖廟為當地漁民新興的信仰中心，其凝聚的人氣亦將帶動該漁港休閒碼頭之發展。

## 外部連結
- 新竹區漁會
- 海山漁港觀海平台 新竹市觀光旅遊網
- YouTube上的新竹市17公里海岸線_觀光景點_海山漁港觀海台 .J Jcnet.2013-12-18